# Blackmore Vale

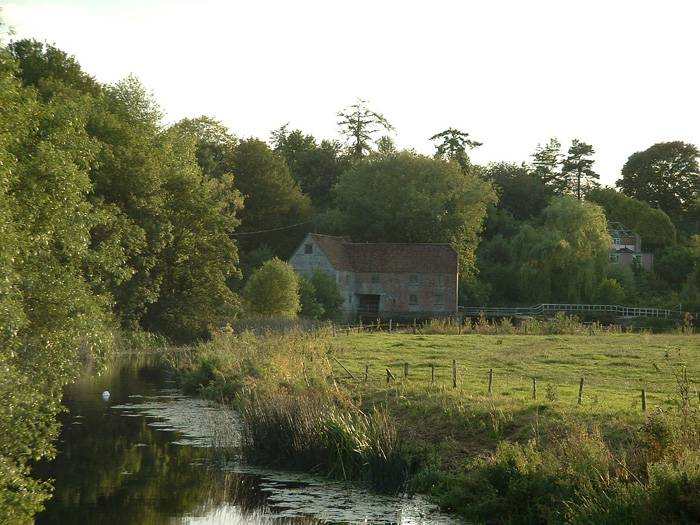
Molino hidráulico de Sturminster Newton (Dorset) en una tarde de julio.

Blackmore Vale (menos frecuentemente escrito Blackmoor) es un valle situado en Inglaterra meridional. Se ubica principalmente en North Dorset y en menor medida en el sur de Somerset y el suroeste de Wiltshire, y forma parte de la cuenca hidrográfica del río Stour. Se encuentra delimitado al sur por las Dorset Downs, una formación de tiza; al este por Cranborne Chase, un conjunto de colinas compuestas del mismo material; y al noroeste por la divisoria de aguas entre las cuencas de los ríos Stour y Yeo. El Stour comienza a fluir por Balckmore Vale al norte de Gillingham y deja de hacerlo en el extremo sureste del valle, en una localidad llamada Blandford Forum, que se ubica entre las Dorset Downs y Cranborne Chase.
Balckmore Vale aparece en las obras de Thomas Hardy bajo la denominación de Vale of the little dairies (“Valle de las Vaquerías Pequeñas”) —lo que hace referencia al hecho de que, en el lugar, la producción de leche es una de las principales actividades económicas— y novelas suyas tales como Tess of the d'Urbervilles presentan una historia que se desarrolla allí. El escritor vivió además en Sturminster Newton (ubicada dentro del valle) por un tiempo. El poeta William Barnes también vivió en dicha localidad. Douglas Adams y Robert Boyle pasaron parte de sus vidas en Stalbridge.
Existen varios asentamientos en el valle, incluyendo a:
- Blandford Forum
- East Stour
- Gillingham
- Shillingstone
- Stalbridge
- Stour Provost
- Sturminster Newton
- Todber
- West Stour
- Shaftesbury, Sherborne y Wincanton se encuentran cerca del límite del mismo, pero no dentro de él en realidad.